# کورتالان
کورتالان (به کردی: Misirc) (به ترکی استانبولی: Kurtalan) شهری است در کشور ترکیه که در استان سیرت واقع شده‌است. جمعیت این شهر بر اساس سرشماری سال ۲۰۰۸ میلادی ۲۸٬۰۰۴ نفر و بر اساس برآوردهای سال ۲۰۰۹ میلادی ۲۸٬۴۴۷ نفر می‌باشد.